# Pugu
Pugu is een bestuurslaag in het regentschap Kerinci van de provincie Jambi, Indonesië. Pugu telt 923 inwoners (volkstelling 2010).